# 260. Infanterie-Division (Wehrmacht)
Die 260. Infanterie-Division war ein Großverband der deutschen Wehrmacht der als Division der 4. Welle am 26. August 1939 in Ludwigsburg aufgestellt wurde. Im Verlauf der Operation Bagration, dem sowjetischen Großangriff gegen die Heeresgruppe Mitte im Sommer 1944, wurde die Division im Kessel von Minsk vernichtet.

## Geschichte

### Aufstellung
Im Zeitraum vom 26. August bis zum 1. September 1939 wurde die 260. Infanterie-Division während des Mobilmachungsabschnittes 1939/40 als Division der 4. Aufstellungswelle in Ludwigsburg aufgestellt. Die Division zählte zu diesem Zeitpunkt 491 Offiziere, 99 Beamte, 2.165 Unteroffiziere und 12.264 Soldaten und hatte damit eine Gesamtstärke von 15.019 Mann.
Der aus Ulm stammende Generalleutnant Hans Schmidt wurde der erste Kommandeur dieses württembergischen Großverbandes.
Sein Tagesbefehl vom 1. September 1939 zur Kommandoübernahme lautete wie folgt:

„Mit dem heutigen Tage übernehme ich den Befehl über die Division. Unsere Truppenverbände sind neu zusammengestellt. Alte Kriegssoldaten, die schon vor 25 Jahren mit ihrem Leben das Vaterland tapfer verteidigt haben, stehen in Reih' und Glied mit der Jugend, die, davon bin ich überzeugt, ihrem Beispiel nacheifern wird. Wir werden unsere ganze Kraft einsetzen, um die Ausbildung zu vervollkommnen, damit wir in kürzester Frist jeder Aufgabe gewachsen sind. Getreu unserem Soldateneid werden wir unsere Pflicht bis zum Äußersten erfüllen. Schmidt, Generalleutnant.“

### Polenfeldzug
Während des Überfalls auf Polen zwischen dem 1. und 9. September 1939 verlegte die Division auf den Truppenübungsplatz Münsingen. Der Kommandeur erhielt am 8. September 1939 beim Armeeoberkommando 7 in Calw die Verlegungsbefehle für seine Division.

### Verlegung an den Oberrhein
Frankreich hatte dem Deutschen Reich am 3. September den Krieg erklärt. Die 260. Infanterie-Division wurde am 9. und 10. September 1939 an die Westfront befohlen und marschierte dorthin ab. Bis zum 19. April 1940 lag die Division in Stellung am Oberrhein beiderseits der Orte Müllheim und Neuenburg am Rhein. Der Divisionsgefechtsstand befand sich in Badenweiler. Es wurden Stellungsausbau und Spähtruppunternehmen betrieben. 
Bei einem französischen Feuerüberfall bei Neuenburg auf Stellungen des II. Bataillons, Infanterie-Regiment 470 am 8. Januar 1940 fiel der Arbeitsmann Eberle einer Baueinheit durch Kopfschuss. Er war der erste Gefallene der Division.
Ab dem 20. April 1940 wurde die Division für vier Wochen im Operationsgebiet der Westfront verwendet. Man betrieb Ausbildung im Raum Villingen, Nachtmärsche nach Tübingen und Eisenbahnverladung nach Reutlingen, Metzingen und Kirchentellinsfurt. In Reutlingen waren Teile des Divisionsstabes in der Ypernkaserne untergebracht. Ende April wechselte die Unterstellung zur 2. Armee, gemeinsam mit der 298. und 162. Infanterie-Division bildete die Division das XXXXII. Armeekorps.
Vom 21. bis 23. April wurden die Einheiten in der Eifel (bei Erdorf und Bitburg) ausgeladen.

### Westfeldzug
Am Morgen des 10. Mai, am ersten Tag des Westfeldzugs, marschierten sie bei Dasburg in Luxemburg ein, das an diesem Tag vollständig besetzt wurde. Es folgte der Vormarsch durch Luxemburg über Dasburg – Clerf (23.–25. Mai) – Allerborn. Der Verband marschierte durch Belgien über Graide – Our – Louette St.Pierre – Willerzie. Das Königreich Belgien kapitulierte am 28. Mai 1940. Die 260. Infanterie-Division hielt vor dem Maasübergang bei Monthermé und wurde zunächst dem XIII. Armeekorps als Korpsreserve unterstellt.
Am 30. Mai 1940 wurde die 260. Infanterie-Division der 12. Armee und dem XIII. Armeekorps unterstellt.
Damit änderte sich die Stoßrichtung von Westen nach Süden. Am 31. Mai 1940 wurde per Divisionsbefehl das Kennzeichnen aller Fahrzeuge mit einem eigenen Erkennungszeichen angeordnet. Dies erschien notwendig, wenn mehrere Divisionen z. B. die gleichen Marschstraßen benutzten. Das Wappen wurde das „Hörnle“, eine Abwandlung der Hirschgeweihe im Wappenzeichen des ehemaligen Königreiches Württemberg.

### Frankreichfeldzug
Am 1. Juni 1940 begann der Aufmarsch nördlich der Aisne. Die Division überschritt die Maas bei Monthermé. Der Divisionsgefechtsstand befand sich im Schloss Arnicourt nahe der Stadt Lonny. Der Übergang über die Aisne wurde bei Rethel vorbereitet. Das Artillerie-Regiment 260 (ohne die II. Abteilung) und das Pionier-Bataillon 653 wurden der 17. Infanterie-Division zur Unterstützung des Angriffs und zur Schaffung des Brückenkopfes bei Château-Porcien nahe Rethel unterstellt.
Die II./AR 260 war der ebenfalls in diesem Raum eingesetzten 21. Infanterie-Division unterstellt. Die Soldaten kämpften mit der Hitze, es gab wenig Wasser, dafür aber Wein, Sekt und Champagner in großen Mengen. Zwischen dem 9. und 13. Juni 1940 fand die Durchbruchsschlacht durch die französische Aisne-Front statt. Die Division hatte große Verluste zu beklagen. Ein gewaltsamer Aisne-Übergang bei Château-Porcien und Rethel wurde am 9. Juni 1940 erzwungen. Die Aufklärungsabteilung 260 kämpfte um Machault und erzwang den Durchbruch am Suippeabschnitt.
Ab Mitte Juni 1940 nahm die Division an Verfolgungskämpfen durch die Champagne teil: von Givry und Revigny über den Rhein-Marne-Kanal, beiderseits des Saônetales über das Plateau von Langres nach Dijon (Nuits St.Georges – Beaune – Chagny). Am 21. Juni fand eine Parade mit Vorbeimarsch am Divisionskommandeur in Dijon statt, am 22. Juni wurde der Waffenstillstand offiziell verkündet.

### Besatzungstruppe Frankreich
Ende Juni besetzte die Division die Stadt Dijon. Sie war mit der Sicherung der Demarkationslinie von Bourbon-Lancy an der Loire über Paray-le-Monial am Canal du Centre – Montchanin – Chalon-sur-Saône – Chaussin beauftragt. Der Divisionsgefechtsstand befand sich im Château de la Verrerie in Le Creusot. Am 30. Juni wurde die Division dem XXV. Armeekorps unterstellt.
Die Division wurde bis 11. September 1940 als Besatzungstruppe in Frankreich im Raum Belfort (Divisionsgefechtsstand in der alten Festung) – Montbéliard – Delle (an der Schweizer Grenze) – Morvillars eingesetzt. In dieser Zeit wurde die Division ständig in Übung gehalten. Am 24. August wurde die 260. Infanterie-Division dem XVIII Armeekorps unterstellt.
Seit dem 12. September 1940 war man mit der Sicherung der Demarkationslinie beauftragt und als Besatzungstruppe im Raum Le Creusot – Autun eingesetzt. Es wurde ständig Ausbildung der Truppen durchgeführt. Durch die zahlreichen Gefechtsübungen in Gebieten mit Bewuchs erhielt die Division den Spitznamen „Heckenschleicher-Division“. Am 14. September 1940 fand die Unterstellung unter das XXXXV. Armeekorps statt. Am 15. Oktober 1940 vollzog sich erneuter Unterstellungswechsel: das XXVII. Armeekorps wurde übergeordnete Dienststelle.

### Unternehmen Barbarossa

#### 1941
Ab dem 4. Mai 1941 war Urlaubssperre befohlen, am 22. Juni traf dann ein Funkspruch beim Armeeoberkommando 1 ein: „Die 260. Infanterie-Division wird an die Ostfront verlegt.“ An diesem schicksalhaften Tag begann das „Unternehmen Barbarossa“ – der deutsche Einmarsch in die Sowjetunion. Zwischen dem 30. Juni und dem 3. Juli wurde die 260. Infanterie-Division aus dem Raum Le Creusot abtransportiert und die 215. Infanterie-Division übernahm den Abschnitt. Per Eisenbahn fuhren die Einheiten von Frankreich über Deutschland nach Polen. Die Ausladung fand in Mordy statt, nahe der Stadt Siedlce. Anschließend erfolgte der Marsch an die sowjetische Grenze nördlich von Brest-Litowsk.
Es folgte die Unterstellung unter das XXXV. Armeekorps. Dann begann der Vorstoß in Richtung Beresina. Eilmärsche von 50 bis 70 Kilometer täglich über Baranowitschi bis hart westlich Bobruisk (Beresina) folgten; der Verband wurde südlich Bobruisk eingesetzt. Teile der Division (III. / Infanterie-Regiment 470) wurden auf LKW verladen und zur Partisanenbekämpfung bei Lubany transportiert. Am 13. Juli wurde die Division dem XXXXIII. Armeekorps unterstellt. Damit war sie Verbindungsglied zwischen den Heeresgruppen Mitte und Süd.
Im Zeitraum vom 19. Juli bis 8. August kam es zu schwersten Abwehr- und Angriffskämpfen südlich der Stadt Bobruisk. Bei den harten und blutigen Gefechten am 24. Juli um die Ortschaften Romanischtsche und Ugly wurden 51 angreifende gegnerische Panzer abgeschossen. Die Verluste der Division betrugen 92 Tote und 510 Verwundete.
Ab dem 9. August stieß die Division auf von Pionieren errichteten Pontonbrücken über die Beresina südlich Bobruisk in Richtung Slobin vor. Linker Nachbar war die 267. Infanterie-Division, die 134. Infanterie-Division folgte der Hörnledivision. Südlich von Slobin am Dnepr wurde nach harter Schlacht ein Brückenkopf gebildet. Am 18. August wurde die Division dem XIII. Armeekorps unterstellt.
Bis Ende August fanden Verfolgungskämpfe über Gomel bis hin zur Desna statt. Die 260. Infanterie-Division stieß über die Ortschaften Gorodnya – Dubrovnoye – Tschernisch bis Kisselewka an der Desna vor, die aus überwiegend Holzhäusern bestehende Stadt Gomel wurde bei diesen Kämpfen restlos zerstört. Die Division marschierte dort am 22. August ein, am 28. August überschritt sie die Grenze zur Ukraine.
Ab dem 24. August begann der Angriff des XIII. Armeekorps nach Süden mit 3 Divisionen. Generalleutnant Schmidt befahl, in der Nacht zum 1. September einen Übergang über die Desna beiderseits Kisselewka (ostwärts Tschernigow) zu erzwingen. Das Infanterie-Regiment 470, später verstärkt durch Teile des Infanterie-Regiments 480, bildete beiderseits Wibli einen Brückenkopf. Am 1. September begann auch der Kampf um die Stadt Tschernigow.
Am 2. September lag starkes sowjetisches Artilleriefeuer auf Wibli. Die Lage stabilisierte sich erst am 3. September. Sowjetische Truppen griffen den Brückenkopf 15-mal an und wurden jedes Mal zurückgeworfen. Am 5. September zogen sich die Truppen der 5. Sowjetarmee zurück. An diesem Tag war die Hörnledivision dem XXXXIII. Armeekorps unterstellt.

### Schlacht um Kiew 1941
Bis zum 12. September ereigneten sich Verfolgungskämpfe und endeten im Kessel der Schlacht um Kiew. Am 12. September wurde die Division dem XIII. Armeekorps unterstellt. Die Kämpfe der vergangenen Tage kosteten die Division über 4.000 personelle Ausfälle (darunter 515 Tote) und 600 Pferde. Am 9. September erreichten die Division Janowka, ein kleines Örtchen südlich von Tschernigow. Hier befand sich der südlichste Ort des Vormarsches.
Am 14. September marschierte die umgruppierte 260. Infanterie-Division über Tschernigow und Starodub (22. September) in den Raum südostwärts von Roslawl. Generalleutnant Schmidt erhielt am 23. September in Unecha das Ritterkreuz verliehen.
Am 26. September kündigte der erste Frost den Winter an. Zwischen dem 28. September und dem 3. Oktober stellte sich die Division zum Durchbruch durch die Stalin-Linie auf. Im Norden fand zunächst die Abwehrschlacht bei Jelnja statt, anschließend folgten der Durchbruch durch die obere Desna-Stellung und die Bildung eines Brückenkopfes bei Star Chotmirowka.
Am 2. Oktober begann das Unternehmen Taifun, die Schlacht um Moskau. Im Zeitraum vom 3. bis zum 11. Oktober stieß man über Bolwa und Ugra, der Flugplatz Worotynsk wurde erreicht. Am 8. Oktober wurde die 260. Infanterie-Division der 4. Armee unterstellt. Die Division erhielt den Befehl zum Sturm auf die Oka-Brücken südlich von Kaluga.
Am 11. Oktober meldete die Division die Einnahme der 90.000 Einwohner zählenden Stadt. Die 17. Infanterie-Division drang nach mehrtägigem Kampf von Westen ein. Das Infanterie-Regiment 470 brach (nach zweimaligem Oka-Übergang innerhalb von 24 Stunden) von Süden ein. An der Oka-Brücke am Südrand von Kaluga reichten sich Soldaten der 7. / Infanterie-Regiment 21 und Infanterie-Regiment 470 die Hände.
Ab Mitte Oktober begann der Vorstoß gegen Moskau über Anaschuja (Divisionsgefechtsstand 17. Oktober), Ssaschkino (hier gab es einen nächtlichen Angriff auf Teile des Infanterie-Regiments 470) und Petrischtschewa. Danach folgte ein Abdrehen der Einheiten nach Südosten und Zurückwerfen der sowjetischen Kräfte über die Oka beiderseits Aleksin.
Die 52. Infanterie-Division löste die 260er ab, die in den Bereitstellungsraum beiderseits Gosteschewo (Ablösung durch 17. Infanterie-Division) zum Angriff über die Protwa abmarschierte. Der rechter Nachbar war hier die 52. Infanterie-Division, linker Nachbar die 137. Infanterie-Division.
Es wurde ein Brückenkopf beiderseits Kremjonki (Kremenki) gebildet. Am 13. Oktober setzte die Schlammperiode ein, die ein Vorwärtskommen beinahe unmöglich machte.

### Beschuss durch eigene Artillerie
Am 30. Oktober übergab die Division den Abschnitt an die 52. Infanterie-Division. Es ereigneten sich heftige Kämpfe an der Protwa. Man begann mit dem Ausheben von Schützengräben im Brückenkopf Kremjonki. Den Kämpfen um den Browna-Abschnitt folgten der Angriff auf und die Einnahme von Browna am 3. November. Ein 5-minütiger Feuerüberfall lag hier zu kurz, dadurch gab es eigene Verluste im Bereitstellungsraum. Trotzdem stieß die 260. Infanterie-Division nach Pawlowka (etwa 15 Kilometer westlich von Serpuchow) vor.
Der Vormarsch endete etwa 90 Kilometer südwestlich von Moskau. Am 6. November befand sich der Divisionsgefechtsstand in Lgowo, dem östlichsten Punkt des Vormarsches.
Ab dem 14. November übernahmen die sowjetischen Streitkräfte vollständig die Initiative. Es folgte ein Einsatz an der Protwa (linker Nachbar 268. Infanterie-Division, rechter Nachbar 52. Infanterie-Division) und Abwehrgefechte im Brückenkopf Kremjonki. Am 30. November hatte das Infanterie-Regiment 480 noch eine Gefechtsstärke von 546 Mann, am 15. Dezember zeigte das Thermometer −31 °C.
Mitte Dezember fanden Abwehrkämpfe südlich der Protwa (Troitzkoje – Gosteschewo) statt, die mit dem Ausweichen nach Westen endeten (Befehl Hitlers am 16. Dezember: „Die Truppe weicht keinen Schritt zurück!“). Am 16. und 17. Dezember gab es eine Verschiebung um eine Divisionsbreite nach Süden. Jedes Regiment erhielt 150 Mann Ersatz, die teilweise unbewaffnet eingesetzt werden mussten. Am 18. Dezember brachen zwölf T-34-Panzer und zwei schwere Kampfpanzer vom Typ KW-1 durch die Hauptkampflinie und wurden abgeschossen.
Ab dem 21. Dezember kämpfte die Division in Abwehrgefechten zwischen Protwa und Ugra. Man wurde in Rückzugskämpfe bei Aulowo – Walkowo verwickelt. Das III./Infanterie-Regiment 470 wird dabei eingeschlossen, Entsatz erfolgt durch das II./470 und 1./SS-Regiment 4. Sowjetische Truppen brachen bei Tschausowo und Altuchowo durch, die Division wurde erstmals eingeschlossen. Die 268. Infanterie-Division kämpfte den Weg von Nedelnoje nach Süden frei. Am 31. Dezember wurde Generalleutnant Schmidt als Kommandierender General zum IX. Armeekorps versetzt, Oberst Walter Hahm übernahm die Division. Es gelang ein Ausweichen durch die Enge bei Nedelnoje. Weitere Ausweichgefechte über Frolowo und Kondrowo nach Ostroshnoje waren die Folge.
Am Heiligabend 1941 zählte die Division 925 anstatt 5.000 Mann Kampftruppe, 76 anstatt 500 Maschinengewehre. Dazu begann das neue Jahr mit −45 °C.

### 1942
Anfang des Jahres 1942 ereigneten sich Abwehrgefechte beiderseits Ostroshnoje. Die Panzerjägerabteilung 559 mit 100 Soldaten wurde dem Infanterie-Regiment 470 unterstellt. Sowjetische Truppen griffen mehrmals täglich die Stellungen der Division an. Major Baur, Kommandeur Infanterie-Regiment 470, wurde mit Bauchschuss verwundet, Major Schütz übernahm das Kommando. Am 26. Januar drangen sowjetische Kräfte (30 Mann) in Grebnewo ein. Diese wurden durch die letzte Divisionsreserve (ein Unteroffizier, 9 Soldaten, 1 MG sowie einige Melder des Infanterie-Regiments 470) vernichtet. Die Räumung der Stellung erfolgte gemäß Befehl am 27. Januar. Die Stärke des Infanterie-Regiments 470 betrug noch 105 Soldaten.
Vom 28. Januar bis zum 6. März ereignete sich die Winterschlacht bei Juchnow. Die Division stand in der Verteidigung an der Ugra bei Kolychmanowo. Die Ressa-Ugra-Stellung beiderseits Raljaki an der Rollbahn nach Juchnow wurde vorbereitet, kurz darauf wich die Division in die neue Stellung aus. Die Gefechtsstärke am 24. Februar betrug 1.111 Mann.
Ab Anfang März führte die Division Abwehrgefechte in der Winterstellung westlich von Juchnow in festen Winterstellungen an der Ressa und Ugra. Es fanden Spähtruppunternehmungen beider Seiten statt, Gefechtsaufklärungen sollten Gefangene einbringen. Starke Partisanenverbände, ca. 100 Kilometer westlich bedrohten den Nachschub der Division, die Gefechtstrosse hatten durch Gefechte mit den Partisanen Verluste.

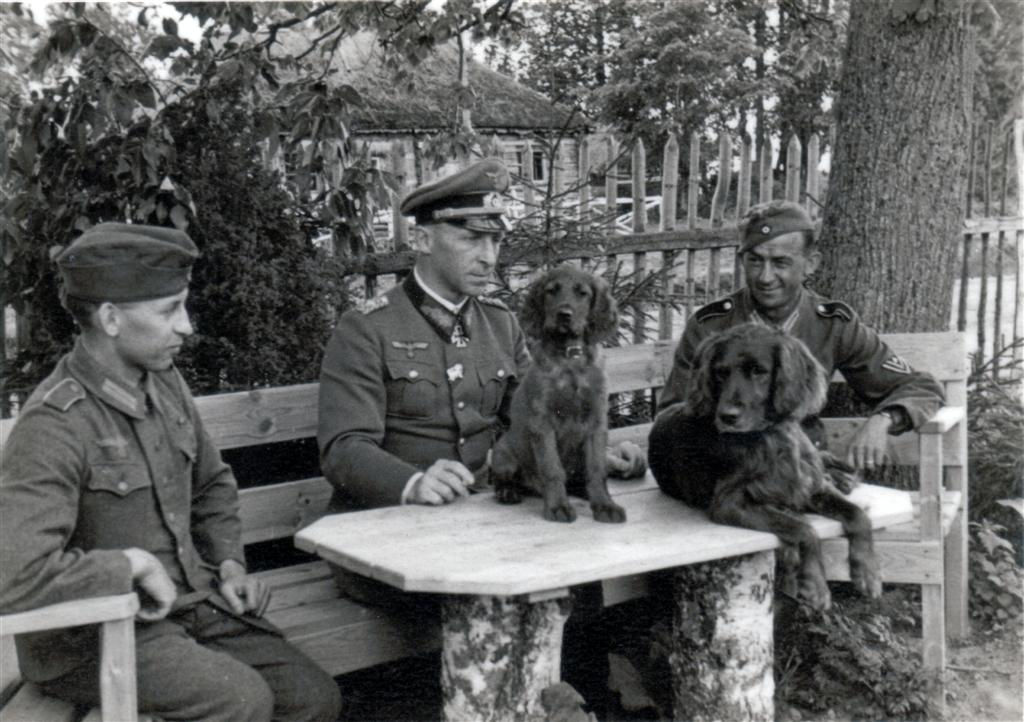
Der Divisionskommandeur Generalleutnant Hahm (Bildmitte)- in Uspech, Russland Mitte Mai 1943

Am 1. April wurde Generalmajor Hahm befördert. Am 1. Mai wurde die Division wurde dem XII. Armeekorps unterstellt. Am 31. Mai erreichte ein Marschbataillon mit 1.000 Mann Ersatz die Division. Die Gefechtsstärke belief sich auf 5.000 Soldaten.
Im Juli erhielt die Division weitere 1.250 Mann Ersatz. Am 19. Dezember wurde vom Oberkommando des XII. Armeekorps die Änderung der Erkennungszeichen befohlen. Damit verschwand das beliebte Hörnle als Symbol der 260. Infanterie-Division. Das neue Erkennungszeichen war ein „R“. Am 15. Oktober wurden die Infanterie-Regimenter 460, 470 und 480 in Grenadier-Regimenter 460, 470 und 480 umbenannt. Zwischen dem 27. August und 6. Oktober führte General Dietrich von Choltitz in Vertretung von Generalmajor Hahm die Division.

### 1943
Am 30. Januar 1943 wurde Hahm erneut befördert; nun zum Generalleutnant. In den ersten 2 Monaten des Jahres verlor die Division 841 Mann: 62 Tote, 227 Verwundete, 7 Vermisste und 495 Mann durch Krankheit.
Anfang März wurde die seit einem Jahr gehaltene Front aufgegeben, die Truppen wichen ständig kämpfend nach Westen in Richtung Jelnja aus. Feindkräfte stießen energisch nach, auf beiden Seiten waren hohe Verluste zu verzeichnen. Das so genannte „Unternehmen Büffelbewegung“ endete nach 125 Kilometern am 18. März in der „Büffelstellung“ zwischen Buda und Djuki, hierdurch wurde die Front im Frühjahr verkürzt und es wurden 22 Divisionen eingespart.
Die neue Hauptkampflinie lag vor der Eisenbahnlinie Jelnja – Spas-Demensk, etwa 12–15 Kilometer vor den Gleisen und war am 17. März voll besetzt. Am 18. März griffen sowjetische Truppen mit starken Panzerkräften an: 50 Panzer brachen bis Genedilowo durch, 40 standen an der Hauptkampflinie.
Nach heftigen Gefechten in den ersten Tagen wurde die Büffelstellung ausgebaut. Die Front verlief jetzt in etwa auf der Linie Kamenka – Wesselucha – Sslusna – Chotilowka – Taschtschilowo – Lasinki. Die gegnerischen Einheiten verhielten sich etwas ruhiger und bauten ebenfalls ihre Stellungen aus. Gefechtsaufklärung wurde durch beide Seiten ständig weiter betrieben. Die Einheiten im Frontabschnitt wurden wiederholt verschoben, der Divisionsgefechtsstand verlegte am 24. März nach Uspech. Den Frontalltag verbrachten die Soldaten meist mit Ausbildung.
In den ersten Tagen in der Büffelstellung verschoss die Artillerie der Division 11.000 Schuss Munition. Am 8. August begann eine sowjetische Großoffensive an der gesamten Ostfront. Die Division musste die Büffelstellung aufgeben und unter starken Verlusten ständig kämpfend ausweichen. Die neuen Stellungen wurden wie folgt bezeichnet:
- Barbarossa-Stellung (bei Stray Nowiki)
- Ssnopot-Stellung
- Schuiza-Stellung
- Desna-Stellung
- Oster-Stellung

Zeitzeugen beschreiben die gegnerischen Soldaten: „die russische Infanterie ist schlecht – 15-Jährige und alte Männer, sie haben keine Gewehre, sind aber alle mit Maschinenpistolen ausgerüstet.“
Am 28. September überschritt die gesamte Division den Fluss Ssash. Nach Aufgabe der Oster-Stellung wurde im westlichen, rückwärtigen Raum mit extremen Marschbewegungen versucht das gesamte Material mitzuführen. Dabei wurden Kraftfahrzeuge und Pferde, oft im Pendelverkehr, bis auf das Äußerste beansprucht.
Am 1. Oktober wurde die Pronja bei Kusminitschi und Kononowka überschritten. Abschluss dieser Bewegungen war die Pronja-Stellung entlang der Pronja zwischen der Stadt Tschaussy und Asaritschi (23 km südlich). Durchbruchsversuche gegnerischer Truppen wurden in oft erbitterten Nahkämpfen mit wechselndem Erfolg gestoppt. Generalleutnant Hahm war wegen Krankheit im Urlaub (er kehrte nicht zurück) und wurde durch Oberst Dr. Bracher vertreten.
Am 9. November übernahm Generalmajor Robert Schlüter die Führung der Division. Nachdem sich die Lage etwas beruhigt hatte, wurden die Stellungen ausgebaut. Der Divisionsstab befand sich zunächst in Ussuscheck, später in Dubrowka. Das rückwärtige Gebiet schloss die Ortschaften Stary Bishow und Mogilew ein. Das Weihnachtsfest und der Jahreswechsel wurden ohne größere Störungen durch gegnerische Truppen verbracht.

### 1944
Im Januar und Februar 1944 blieb es weiterhin ruhig, so dass sich die Division mit Neuaufstellungen und Ausbildung befassen konnte. Man tastete sich jedoch im Stellungskampf weiterhin ab. Das vorher aufgeriebene Grenadier-Regiment 470 wurde Ende Januar wieder aufgestellt.
Die Division tauschte im Frühjahr den Abschnitt mit der 31. Infanterie-Division und wurde damit rechter Flügel der 4. Armee und an der Nahtstelle zur 9. Armee in unübersichtlichen Waldstellungen eingesetzt. Der Gefechtsstand befand sich in Judino. Neben dem Ausbau der Hauptkampflinie wurden weiterhin erfolgreich Stoßtrupps eingesetzt. Das Tauwetter setzte ein und machte größere Bewegungen unmöglich.
Der Kommandeur der Division, Generalmajor Schlüter, wurde auf der Fahrt in den Heimaturlaub am 21. April durch Partisanen schwer verwundet und verlor einen Arm. Sein Nachfolger wurde ab dem 10. Mai Generalmajor Günther Klammt.
Ab dem 21. Mai verlegte die Division per Eisenbahntransport in den Raum Orscha – Horki – Mogilew im Austausch gegen die 56. Infanterie-Division. Der Stab befand sich jetzt im Süden von Schischewo, später in Krassulino-Jurowka. Entlang der Hauptkampflinie waren jetzt folgende Großverbände eingesetzt: 110. Infanterie-Division – 260. Infanterie-Division – 25. Panzergrenadier-Division – 78. Infanterie- und Sturm-Division (die 3 letztgenannten Divisionen waren Teil des XXVII Armeekorps). Das Infanterieregiment 480 wurde der 78. Infanterie- und Sturm-Division, die beiderseits der Rollbahn eingesetzt war, unterstellt. In dieser Stellung verteidigte die Division bis zum 26. Juni 1944.
Am 22. Juni begann die Operation Bagration, die sowjetische Großoffensive. Nach heftigster Artillerievorbereitung traten 4 sowjetische Armeegruppen an und überrollten die deutschen Verteidiger. Der Angriff gegen die 4. Armee, der die Division unterstellt war, begann am 23. Juni. Bevor sich die deutschen Truppen vom Feind lösen konnten, hatten die sowjetischen Angreifer die Front zum Zusammenbruch gebracht. Unter anderem trat die 3. Armee der 1. weißrussischen Front unter General Gorbatov zum Angriff auf die Heeresgruppe Mitte an. Die Nachbardivisionen der 260. Infanterie-Division waren bereits am 25. Juni geschlagen worden und von der ungeheuren Übermacht des Gegners zurückgedrängt.
Nach sowjetischen Angaben verfügten die vier angetretenen Armeegruppen am 20. Juni 1944 über:
- 166 Divisionen, davon 6 Kavalleriedivisionen
- 9 Schützenbrigaden und mehrere befestigte Räume
- 31.000 Geschütze ab Kaliber 7,6 cm
- 5.200 Panzer und Selbstfahrlafetten
- 6.000 Flugzeuge

Die Front der Heeresgruppe Mitte brach am 25. Juni vollständig zusammen. Die 4. Armee (die 260. Infanterie-Division gehörte nun zum XXVII. Armeekorps) verlor an diesem Tage die Städte Orscha und Mogilew. Der neue Oberbefehlshaber der Heeresgruppe Mitte, Generalfeldmarschall Walter Model, setzte sich über alle „Haltebefehle“ hinweg und nahm die Front weiter zurück. Ein Ausweichen über mehrere Stellungen hinter den Dnepr infolge schwerster Gefechte war die Folge. Es gab gegnerische Einbrüche vor Orscha, die Masse der Division überschritt am 26. Juni den Dnjepr bei Kopys und Kopistza auf einer Kriegsbrücke des Pionier-Bataillons 653. Dort verteidigte die Division bis zum 27. Juni gegen starke gegnerische Panzerkräfte die aus Richtung Orscha nach Süden und Westen angriffen. Am Nachmittag des 27. kehrten die Reste des Grenadier-Regiments 480 zur Division zurück. Am 28. Juni begann der Rückzug zur Beresina auf verschlammten Waldwegen, die ein Durchkommen des schweren Geräts und besonders der Artillerie fast unmöglich machten. Der Drut wurde am 30. Juni bei Teterin überschritten.
Anfang Juli überschritt die Division die Beresina auf einer 12-Tonnen-Brücke, die das Pionierbataillon 110 im Laufe der Nacht fertiggestellt hatte. Neben dem heftigen sowjetischen Artilleriefeuer erschwerte das schlammige Ufer das Übersetzen. Hier ging auch der größte Teil des Großgerätes verloren. In der Nacht des 2. Juli sammelte man sich zum letzten Mal hinter der Beresina, die Gefechtsstärke lag bei knapp 2.000 Soldaten. Minsk war am 3. Juli in sowjetische Hand gefallen. Die Einheiten mussten Rückzugsgefechte in einem sich bewegenden Kessel (gemeinsam mit den Resten der 78. Infanterie-Division, 267. Infanterie-Division, 25. Panzergrenadier-Division und dem Infanterie-Regiment 199 „Julius List“) führen. Sowjetische Truppen attackierten von verschiedenen Seiten und aus der Luft. Die Divisionskommandeure hielten eine letzte Lagebesprechung in der Nähe von Tscherwen ab. Es erfolgte der Befehl zum Durchschlagen nach Westen, nachdem die schweren Waffen gesprengt und verzweifelte Ausbruchsversuche erfolglos geblieben waren. Generalmajor Günther Klammt geriet kurz darauf mit den letzten drei verbliebenen Regimentskommandeuren in sowjetische Gefangenschaft.

### Vernichtung

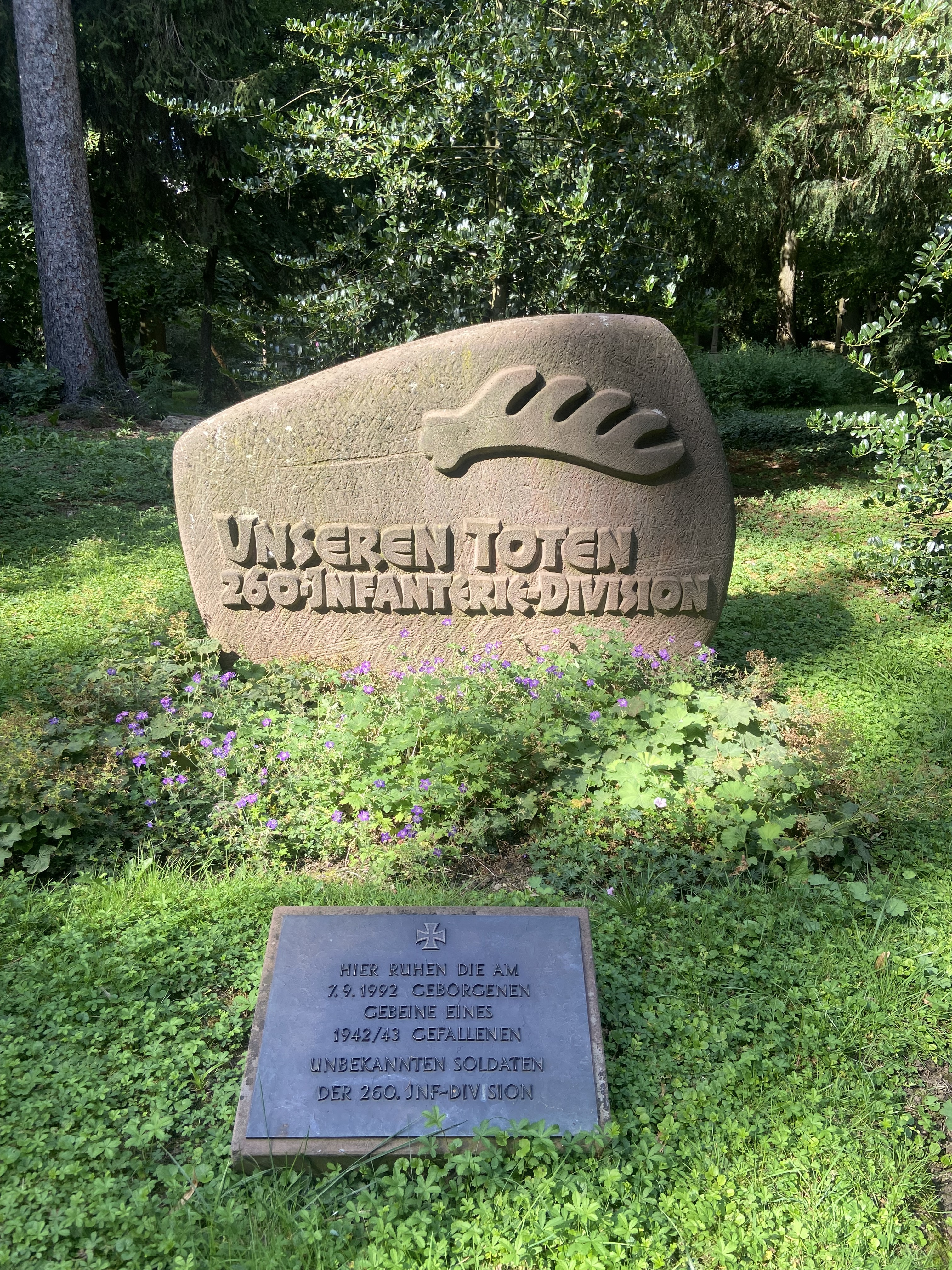
Gedenkstein für die Toten der 260. Infanteriedivision auf dem Alten Friedhof in Ludwigsburg.

Ständig kämpfend und durch immer neue Einkesselungen alleine gelassen, vollzog sich das Schicksal der Division. Die blutigen Verluste waren ohne Zahl, für Verwundete gab es keine Hoffnung. Das Ende war Chaos, Tod und Gefangenschaft. Der Kessel wurde 35 km ostwärts Minsk durch sowjetische Truppen geräumt. Geschätzte 32 Divisionen (etwa 300.000 deutsche Soldaten) der Heeresgruppe Mitte gerieten in Gefangenschaft. Auf dem Weg in die Sammellager starben zahlreiche Soldaten infolge von Schwäche, Verwundung oder Ruhr. Nur wenigen Rückkämpfern gelang die Flucht, meist nachts durch Partisanengebiet, zu den deutschen Auffangstellungen.

## Personen

### Kommandeure
- Generalleutnant Hans Schmidt – 1. September 1939 bis 31. Dezember 1941
- Oberst, später Generalleutnant Walter Hahm – 1. Januar 1942 bis 8. November 1943
- Generalmajor Dietrich von Choltitz – 27. August bis 6. Oktober 1942 (in Vertretung)
- Generalleutnant Robert Schlüter – 9. November 1943 bis 21. April 1944
- Generalmajor Günther Klammt – 10. Mai bis 9. Juli 1944

### Sonstige prominente Persönlichkeiten
- Oberst Harry von Arnim fiel als Kommandeur des Infanterie-Regiments 479 der Division und wurde Postum zum Generalmajor befördert.
- Otto Vincon Major I/GrenRgt 460 5. Februar 1945 728. Ritterkreuz Rückkämpfer aus dem Kessel von Minsk nach der Operation Bagration

## Gliederung
- Infanterie-Regiment 460 (später Grenadier-Regiment 460)
- Infanterie-Regiment 470 (später Grenadier-Regiment 470)
- Infanterie-Regiment 480 (später Grenadier-Regiment 480)
- Artillerie-Regiment 260
- Panzerjäger-Abteilung 260
- Nachrichten-Abteilung 260
- Aufklärungs-Abteilung 260
- Sanitäts-Kompanie 260
- Pionier-Bataillon 653
- Divisions-Nachschubführer